# Open Quantum Safe
Open Quantum Safe (OQS) ist ein Projekt zur Entwicklung von (Muster-)Implementierungen von Post-Quanten-Kryptographiesystemen.
Es produziert die Programmbibliothek libOQS, die verschiedene Implementierungen aktueller quantenresistenter kryptografischer Algorithmen sammelt und dafür eine gemeinsame Programmierschnittstelle bereitstellt.
Unterstützt werden mittlerweile unter anderem sämtliche Finalisten des Post-Quanten-Kryptographie-Auswahlprozesses des NIST (NISTPQC), darunter Dilithium, Falcon, Kyber, NTRU, SABER und SPHINCS+. libOQS ist in C geschrieben und quelloffen als Freie Software unter den Bedingungen der MIT-Lizenz veröffentlicht. libOQS enthält auch eine Testumgebung und Routinen zum Leistungsvergleich. Darüber hinaus bietet OQS auch die Integration von libOQS in OpenSSL, BoringSSL und OpenSSH und darüber dann eine experimentelle Einbettung in zum Beispiel Apache, nginx und Chromium. Daneben wurde libOQS auch in WolfSSL integriert.
Die Entwicklung geschieht unter Leitung von Angehörigen der University of Waterloo mit verschiedener privater und staatlicher Unterstützung und von einer Reihe von Technologieunternehmen, darunter Amazon und Microsoft.
Dem Projekt vorausgegangen war ein experimenteller OpenSSL-Entwicklungszweig von einem der Projektleiter. Das Projekt startete Ende 2016. Es konzentrierte sich zunächst auf Schlüsselaustauschalgorithmen. Die Implementierungen sind teilweise von Referenzimplementierungen abgeleitet oder von PQClean übernommen.